# 神部秀一
神部 秀一（かんべ しゅういち、1954年 - ）は、東京未来大学こども心理学部教授。専門は国語教育。現在、東京新聞NIEコーディネーター。

## 来歴・人物
- 1954年生まれ。
- 2014年4月 - 東京未来大学こども心理学部准教授。
- 2017年4月 - 東京未来大学こども心理学部教授。
- 2015年4月 ‐東京新聞NIEコーディネーター

## 著作
- 神部秀一「NIEのためのティームティーチング授業の提案」2016.3　日本NIE学会誌第11号　p67-76